# Lillhärdal
Lillhärdal er et byområde i Härjedalens kommun i Jämtlands län i Sverige, og kyrkby i Lillhärdals socken i det sydlige Härjedalen.

## Historie
Lillhärdal anses for at være det sted hvor den første härjedaling, Härjulf Hornbrytare, bosatte sig. Der er foretaget arkæologiske udgravninger udenfor byen som man tror bekræfter dette. Härjulf står som statue midt i byen sammen med sin kone Helga.
Lillhärdal, eller Lille Herdall, nævnes første gang i forbindelse med at byens første kirke blev indviet i 1407. Den nuværende kirke siges dog at være opført i 1500-tallet. Den er siden blevet ombygget og restaureret, bl.a. i 1771.
I Lillhärdal startede de svenske heksejagter i 1600-tallet gennem Gertrud Svensdotters anklagelse mod Märet Jonsdotter i 1668. Her mistede seks kvinder livet. På Spångmyrholmen, hvor heksene blev brændt, findes i dag et mindesmærke over disse hændelser.

## Bebyggelsen
I Lillhärdal ligger Lillhärdals kyrka og Lillhärdals frilandsmuseum Högen. Det er bevaret siden 1600-tallet og er bygget i firkant.
Der findes et historisk museum i Lillhärdal, som fortæller om heksejagterne.
Härdalsbuda hedder butikken som ligger centralt i byen. Der findes også en café.

### Statuen af Greta Garbo
I skoven godt en mil udenfor Lillhärdal, i en skovlysning cirka 200 meter fra Stockholmsvägen, blev i 2016 The Statue of Integrity. In memory of Greta Garbo opstillet. Det er en betonstatue af Greta Garbo siddende afslappet på en sten ved en lille åben mose. Skulpturen er lavet af den islandsk-svenske skulptør Jón Leifsson i samarbejde med Fotografiska, og er relativt sværlokaliseret. Greta Garbo havde intet kendt at gøre med Lillhärdal, og stedet blev valgt fordi det var svært at komme til ligesom Garbo selv.

## Begivenheder

### Härdalsyran
Siden 1995 er Härdalsyran med kunstneroptræden, tivoli og ungdomsdisko blevet afholdt årligt i Lillhärdal. Samme uge finder konkurrencen Bykampen sted, hvor de forskellige hold fra byerne i Härjedalen er udklædte efter forskellige temaer og kæmper i forskellige discipliner. I 2013 havde Härdalsyran 5700 besøgende i weekenden, og dette er rekorden i arrangementets historie.

### Böndagsmåndag
I Lillhärdal er den anden mandag i oktober en helligdag med lukkede skoler og butikker, og gudstjeneste i kirken.

## Kendte bysbørn
- Anna Carin Zidek (født 1973), svensk tidligere skiskytte og langrendsløber